# Tupik (Khakàssia)
|  | Per a altres significats, vegeu «Tupik». |

Tupik (en rus: Тупик) és un poble de la República de Khakàssia, a Rússia, que en el cens del 2010 tenia 133 habitants. Pertany al districte de Xirà.